# Berliet GKR
Unter der Typenbezeichnung Berliet GKR wurde vom französischen Kraftfahrzeughersteller Berliet in Lyon in den 1930er Jahren eine Vielzahl von Varianten eines mittleren Lkw-Typs angeboten. Die Hauptvarianten waren GKR, GKRC, GKRD, GKRE und GKRL, jede dieser Varianten gab es mit unterschiedlichen Motoren.

## Berliet GKR
Vom Berliet GKR sind folgende Daten überliefert: Nutzlast 4–4,5 Tonnen, Radstand nach Wunsch des Kunden 4,42 oder 4,92 m, Spur vorne 1,80 und hinten 2,07 m. Der LKW wurde mit folgenden Motorvarianten angeboten:
| Typ      | Betriebserl. | Motor | Zyl. | Bohrg. | Hub   | Hubr. | /min | CV    | PS    | Chassis | max. | Bem.,  |
|          | Mon./Jahr    | Typ   | Zahl | mm     | mm    | cm³   | max  | fisc. | reell | kg      | kg   | Quelle |
| -------- | ------------ | ----- | ---- | ------ | ----- | ----- | ---- | ----- | ----- | ------- | ---- | ------ |
| GKR6     | 2.1933       | MDF   | 4    | 110    | 150   | 5702  | 1800 | 15    | 57    | 2850    | 8350 | [ 1 ]  |
| GKR7     | 8.1933       | MDB   | 4    | 120    | 160   | 7238  | 1800 | 19    | 70    | 2900    | 8400 | [ 2 ]  |
| GKR15    | 4.1933       | MLX2  | 4    | 95     | 140   | 3969  | 2000 | 15    |       |         |      |        |
| GKR20    | 1.1934       | MLD5  | 4    | 110    | 140   | 5322  | 2000 | 20    |       | 2700    | 8700 | [ 3 ]  |
| GKR22    |              | MKB   | 4    | 110    | 154,8 | 5884  | 2000 | 22    |       |         |      |        |
| GKRG(16) | 11.1934      | MKBG  | 4    | 110    | 154,8 | 5884  | 2600 | 16    | 50    | 3550    | 9200 | [ 4 ]  |

GKR6 und GKR7 hatten Dieselmotoren, wobei sich die letzte Ziffer der Typenbezeichnung auf die ungefähre Hubraumgröße in Litern bezieht. GKR15, GKR20 und GKR22 hatten Ottomotoren, hier bezieht sich die Zahl am Ende der Typenbezeichnung auf die jeweiligen Steuer-CV. Der GKRG hatte einen Holzgasmotor, wie der letzte Buchstabe (G = gazogéne) anzeigt. Die Nutzlast aller dieser Varianten wird mit 4–4,5 Tonnen angegeben.
Zu den gebauten Stückzahlen siehe unten, beim Typ GKRD.

## Berliet GKRC
Der Berliet GKRC hatte gegenüber dem Ausgangsmodell eine auf etwa 5 Tonnen erhöhte Nutzlast. Der LKW wurde mit folgenden Motorvarianten angeboten:
| Typ    | Betriebserl. | Motor | Zyl. | Bohrg. | Hub   | Hubr. | /min | CV    | PS    | Chassis | max. | Bem.,  |
|        | Mon./Jahr    | Typ   | Zahl | mm     | mm    | cm³   | max  | fisc. | reell | kg      | kg   | Quelle |
| ------ | ------------ | ----- | ---- | ------ | ----- | ----- | ---- | ----- | ----- | ------- | ---- | ------ |
| GKRC6  | 2.1934       | MDF   | 4    | 110    | 150   | 5702  | 1800 | 15    | 57    | 3000    | 9000 | [ 5 ]  |
| GKRC7  | 2.1934       | MDB   | 4    | 120    | 160   | 7238  | 1800 | 19    | 70    | 3200    | 9200 | [ 6 ]  |
| GKRC20 | 2.1934       | MLD5  | 4    | 110    | 140   | 5322  | 2000 | 20    |       | 2700    | 9200 | [ 7 ]  |
| GKRC22 | 2.1934       | MKB   | 4    | 110    | 154,8 | 5884  | 2000 | 22    |       | 2900    | 9000 | [ 8 ]  |

GKRC6 und GKRC7 hatten Dieselmotoren, GKRC20 und GKRC22 Ottomotoren.
Zu den gebauten Stückzahlen siehe unten, beim Typ GKRD.

## Berliet GKRD
Der Berliet GKRD hatte wie das Ausgangsmodell eine Nutzlast von 4,5 Tonnen, das Fahrgestell war jedoch verstärkt und hatte daher ein höheres Gewicht. Der LKW wurde mit folgenden Motorvarianten angeboten:
| Typ       | Betriebserl. | Motor | Zyl. | Bohrg. | Hub   | Hubr. | /min | CV    | PS    | Chassis | max.   | Bem.,  |
|           | Mon./Jahr    | Typ   | Zahl | mm     | mm    | cm³   | max  | fisc. | reell | kg      | kg     | Quelle |
| --------- | ------------ | ----- | ---- | ------ | ----- | ----- | ---- | ----- | ----- | ------- | ------ | ------ |
| GKRD6     | 8.1935       | MDF   | 4    | 110    | 150   | 5702  | 1800 | 15    | 57    | 3520    | 10.000 | [ 9 ]  |
| GKRD7     | 8.1935       | MDB   | 4    | 120    | 160   | 7238  | 1800 | 19    | 70    | 3800    | 10.000 | [ 10 ] |
| GKRD20    | 9.1936       | MLD5  | 4    | 110    | 140   | 5322  | 2000 | 20    |       | 3600    | 10.000 | [ 11 ] |
| GKRD22    | 8.1935       | MKB   | 4    | 110    | 154,8 | 5884  | 2000 | 22    |       | 3700    | 10.000 | [ 12 ] |
| GKRDG(16) | 9.1935       | MKBG  | 4    | 110    | 154,8 | 5884  | 2600 | 16    | 50    | 3940    | 9200   | [ 13 ] |

GKRD6 und GKRD7 hatten Dieselmotoren, GKRD20 und GKRD22 Ottomotoren, GKRDG16 einen Holzgasmotor. Die hierfür erforderlichen Zusatzapparate bewirkten ein höheres Gewicht des bloßen Chassis, wegen der geringeren Leistung des Holzgasmotors musste im Gegenzug das Gesamtgewicht und damit die Nutzlast herabgesetzt werden.
Vom GKRDG gab es eine spezielle Ausführung für die französischen Streitkräfte: Der Radstand war auf 5,10 m verlängert, das Gewicht des bloßen Chassis ohne Aufbauten stieg auf 4600 und das Gesamtgewicht auf 10.400 kg, die Nutzlast lag bei 3,5 Tonnen. Diese Variante erhielt die allgemeine Betriebserlaubnis am 22. Juni 1937. Von dieser Spezialausführung erhielt die französische Armee 2 Stück 1935 und 20 Stück 1937.
Zu den Varianten GKR, GKRC und GKRD sind folgende (teilweise widersprüchlichen) Stückzahlen überliefert:
| Baujahr                              | 1933 | 1934 | 1935 | 1936 | 1937 | 1938 | 1939 | Summe |
| ------------------------------------ | ---- | ---- | ---- | ---- | ---- | ---- | ---- | ----- |
| GKR, GKRC, GKRD ohne weiteren Zusatz | 172  | 32   | 11   | 96   | 163  | 8    |      | 482   |
| GKR7                                 | 34   | 125  |      |      |      |      |      | 159   |
| GKRC7                                |      | 90   | 158  |      |      |      |      | 248   |
| GKRD7                                |      |      | 319  | 238  |      |      |      | 557   |
| GKR20, GKRC20                        |      | 37   | 2    | 2    |      |      |      | 41    |
| GKR22, GKRC22, GKRD22                |      | 10   | 46   | 11   | 5    | 1    | 1    | 74    |
| GKRG                                 |      | 1    | 27   |      |      |      |      | 28    |
| GKRG, GKRDG                          |      |      | 20   | 30   | 10   |      |      | 60    |

Da die Originaldokumente, aus denen diese Zahlen Ende 1941 zusammengetragen wurden, höchstwahrscheinlich nicht mehr vorhanden sind, bleiben die Widersprüche in diesem Zahlenwerk ungeklärt. Möglicherweise umfasst die oberste Zahlenreihe die Summe aller GKR6/GKRC6/GKRD6 und GKR15, die als Typen nicht gesondert ausgeworfen sind, und die unterste Zahlenreihe nur den Typ GKRDG.
1934 erhielt die französische Armee einen Lkw des Typs GKR6 und 1935 für den Einsatz in der Sahara einen Lkw des Typs GKRD mit Ottomotor. Ob diese in obigen Zahlen enthalten sind, ist unklar.

## Berliet GKRE
Der Berliet GKRE hatte ebenfalls eine Nutzlast von etwa 4,5 Tonnen, allerdings einen erheblich kürzeren Radstand: Nach Wahl des Kunden betrug er 3,03 oder 4,50 m, die Breite 2,35 m. Der LKW wurde mit folgenden Motorvarianten angeboten:
| Typ   | Betriebserl. | Motor | Zyl. | Bohrg. | Hub | Hubr. | /min | CV    | PS    | Chassis | max.   | Bem.,  |
|       | Mon./Jahr    | Typ   | Zahl | mm     | mm  | cm³   | max  | fisc. | reell | kg      | kg     | Quelle |
| ----- | ------------ | ----- | ---- | ------ | --- | ----- | ---- | ----- | ----- | ------- | ------ | ------ |
| GKRE6 | 9.1936       | MDFW  | 4    | 110    | 150 | 5702  | 1800 | 15    |       | 4000    | 10.000 | [ 24 ] |
| GKRE7 | 2.1936       | MDB   | 4    | 120    | 160 | 7238  | 1800 | 19    | 70    | 4350    | 10.000 | [ 25 ] |

Vom GKRE6 wurden 11 Stück im Jahr 1936 und 12 Stück 1937 gebaut, 15 Stück im Jahr 1936 vom GKRE7.

## Berliet GKRL
Der Berliet GKRL war eine verlängerte Version (das L steht möglicherweise für "longue = lang): Der Radstand betrug 5,7, die gesamte Länge 8,635 und die Breite 2,30 m. Der LKW wurde (wie der GKRE) mit folgenden Motorvarianten angeboten:
| Typ   | Betriebserl. | Motor | Zyl. | Bohrg. | Hub | Hubr. | /min | CV    | PS    | Chassis | max.   | Bem.,  |
|       | Mon./Jahr    | Typ   | Zahl | mm     | mm  | cm³   | max  | fisc. | reell | kg      | kg     | Quelle |
| ----- | ------------ | ----- | ---- | ------ | --- | ----- | ---- | ----- | ----- | ------- | ------ | ------ |
| GKRL6 | 8.1936       | MDFW  | 4    | 110    | 150 | 5702  | 1800 | 15    |       | 3800    | 10.500 | [ 27 ] |
| GKRL7 | 5.1936       | MDB   | 4    | 120    | 160 | 7238  | 1800 | 19    | 70    | 3900    | 10.700 | [ 28 ] |

Alle Varianten hatten Dieselmotoren. Stückzahlen sind nicht überliefert, offenbar blieb es hier bei Prototypen.

### Originalquellen
Eine Publikation, in der alle vor 1945 gebauten Berliet-Typen individuell abgehandelt wären, gibt es nicht. Neben der unten erwähnten Literatur wurde auf folgende in der Fondation Berliet verwahrte Originalunterlagen zurückgegriffen:
- "Fiches des Mines": Es handelt sich um die Unterlagen zur Erteilung einer allgemeinen Betriebserlaubnis, hierfür ist in Frankreich der "Inspecteur des mines" sachlich zuständig. Diese Unterlagen sind chronologisch geordnet und nummeriert. Nicht zu jedem Typ bzw. Variante gibt es entsprechende Unterlagen, teils, weil sie wohl als Untervarianten eines Typs verstanden wurden, für den eine gesonderte Erlaubnis nicht erforderlich war, teils wohl, weil diese Unterlagen im Laufe der letzten 100 Jahre verlorengegangen sind. Bei Militärtypen gibt es Hinweise, dass eine Betriebserlaubnis direkt durch militärische Dienststellen erfolgte, was entsprechende "fiches des mines" überflüssig machte. Die Quellenbezeichnung lautet: "Fiches No...."
- "Etat des véhicules utilitaires et autobus declares aux mines depuis 1920", eine 15-seitige Zusammenstellung vom 1. Dezember 1941, enthält insbesondere die reservierten Chassisnummernbänder, die jedoch vielfach nicht vollständig ausgeschöpft wurden, einige Typen bzw. Varianten werden nicht erwähnt, Quellenbezeichnung lautet: "Etat S..."
- "Nombre de véhicules construits de 1930 à 1942", siebenseitige Zusammenstellung der zwischen 1930 und 1942 gebauten Stückzahlen an Nutzfahrzeugen, erstellt wohl 1943, erste Seite leider teilweise irreparabel verderbt, teilweise werden mehrere Typen bzw. Varianten zusammengefasst, Quellenbezeichnung lautet: "Nombre S...."

### Sonstige Literatur
- Monique Chapelle: Berliet. 1. Auflage. EMCE, Saint-Chamond 2016, ISBN 978-2-35740-049-8.
- Christophe Puvilland: Berliet 1905–1978, toute la gamme omnibus, autocars, autobus et trolleybus. 1. Auflage. histoire&collections, Paris 2008, ISBN 978-2-35250-059-9.
- François Vauvillier: Tous les Berliet militaires 1914–1940, vol.1: les camions. histoire&collections, Paris 2019, ISBN 978-2-35250-496-2.